# Xã Jefferson, Quận Geary, Kansas
Xã Jefferson (tiếng Anh: Jefferson Township) là một xã thuộc quận Geary, tiểu bang Kansas, Hoa Kỳ. Năm 2010, dân số của xã này là 2.041 người.